# Rybník Na Obci
Rybník Na Obci (někdy též Věkošský rybník) je vodní plocha o rozloze 0,27 ha, která se nalézá na západním okraji Věkošů, místní části Hradce Králové. Vybudován byl v roce 1899 a je využíván pro chov ryb a rekreaci místních obyvatel.

## Galerie

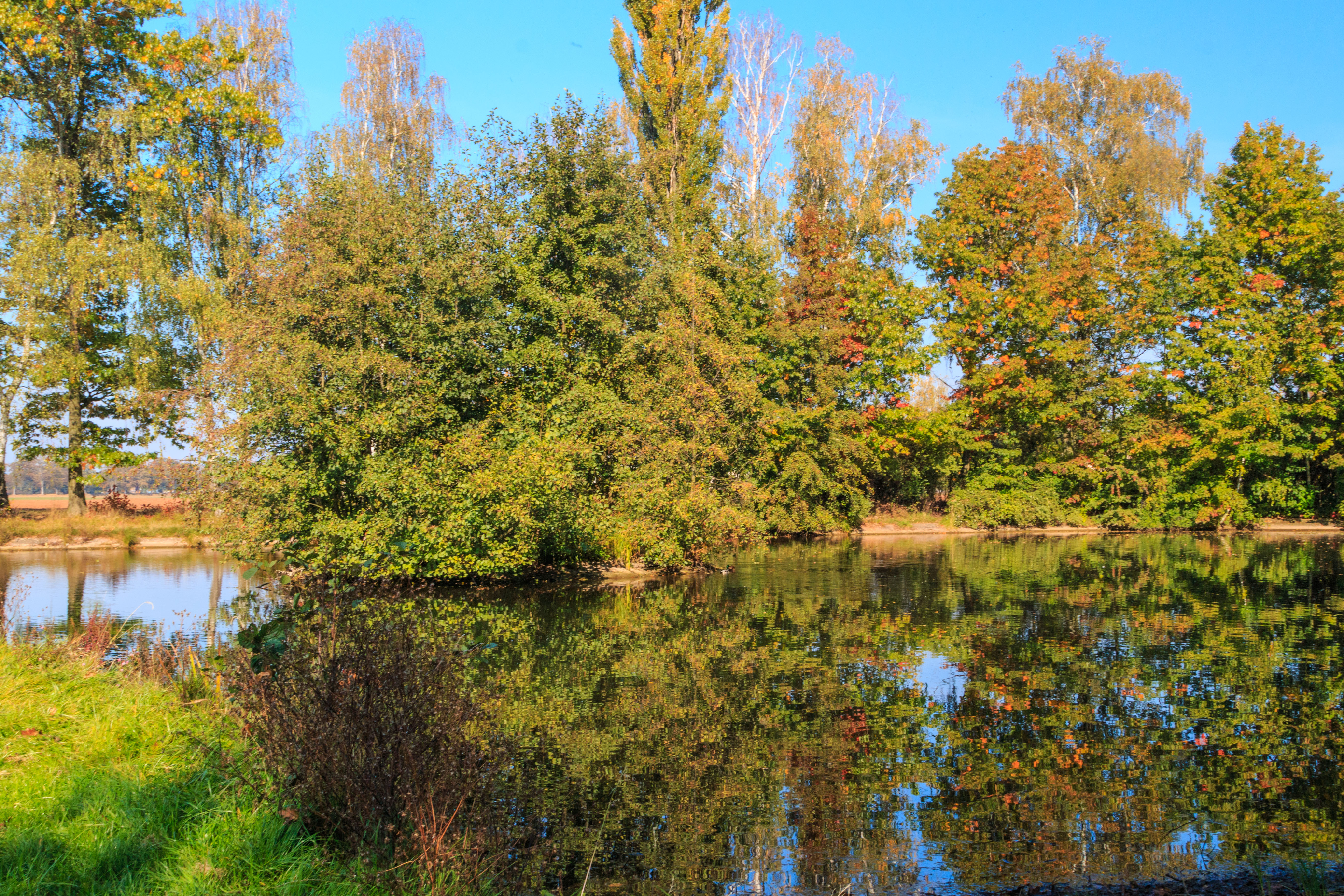
Pohled na rybník
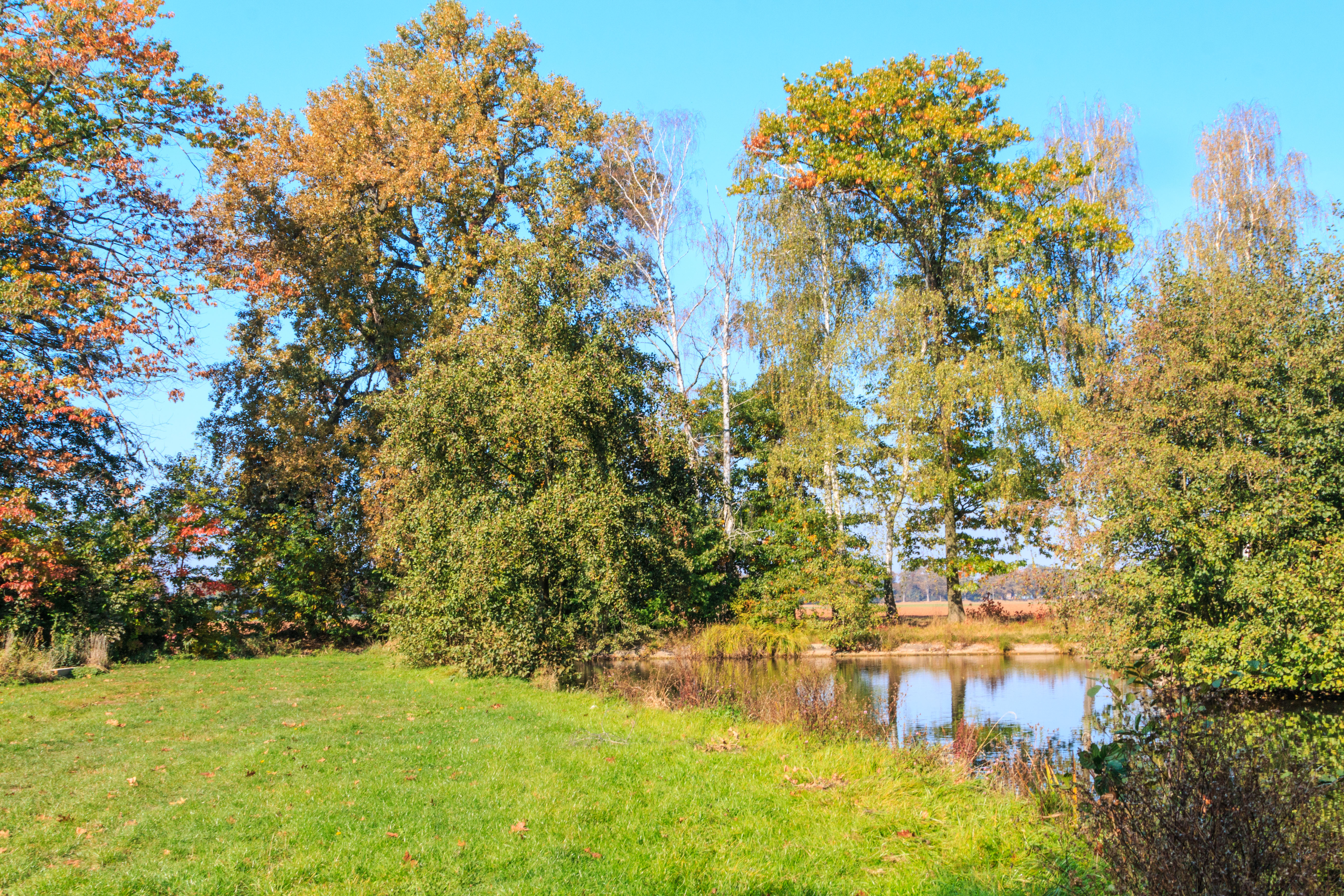
Věkošský rybník Na Obci
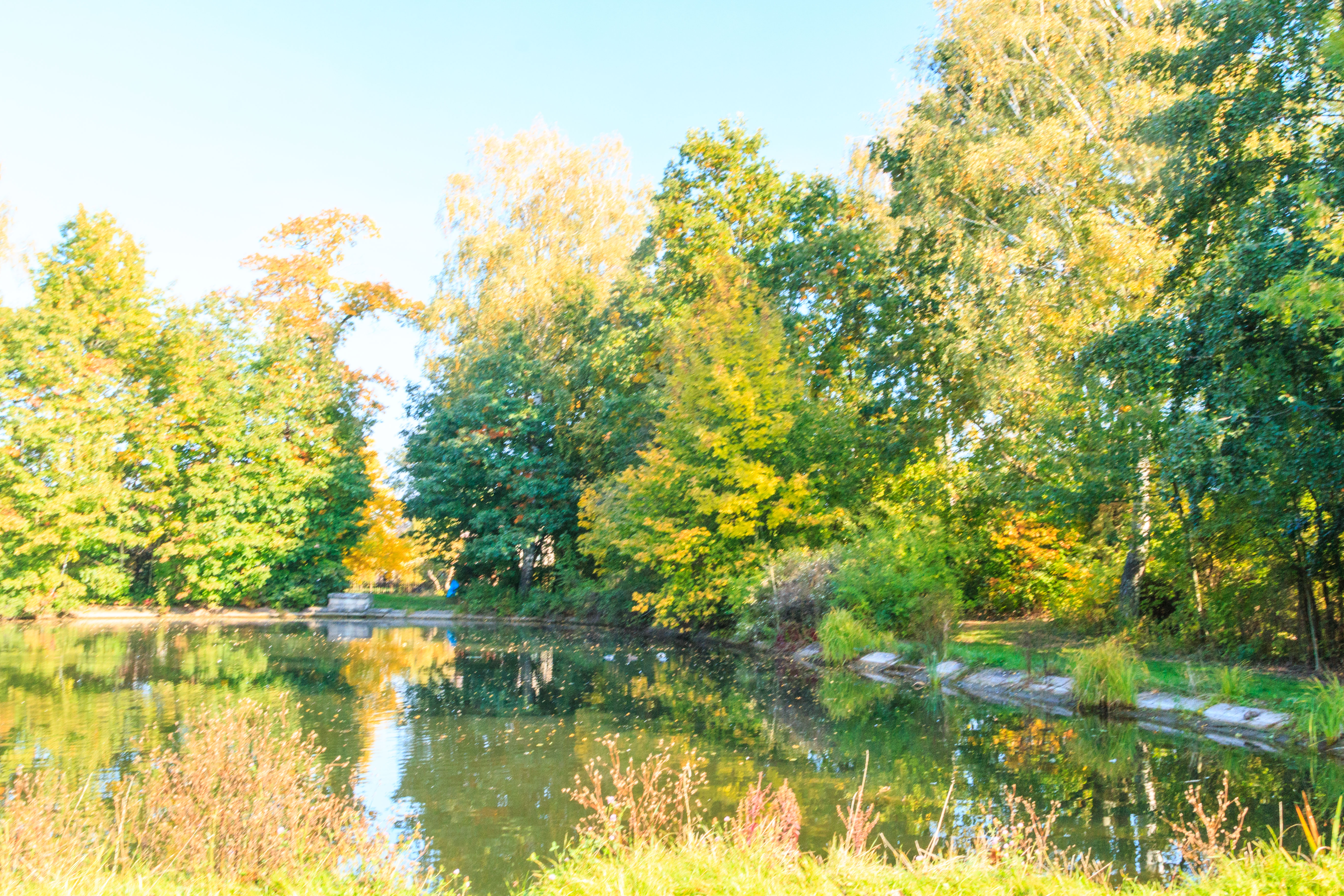
Rybník Na Obci
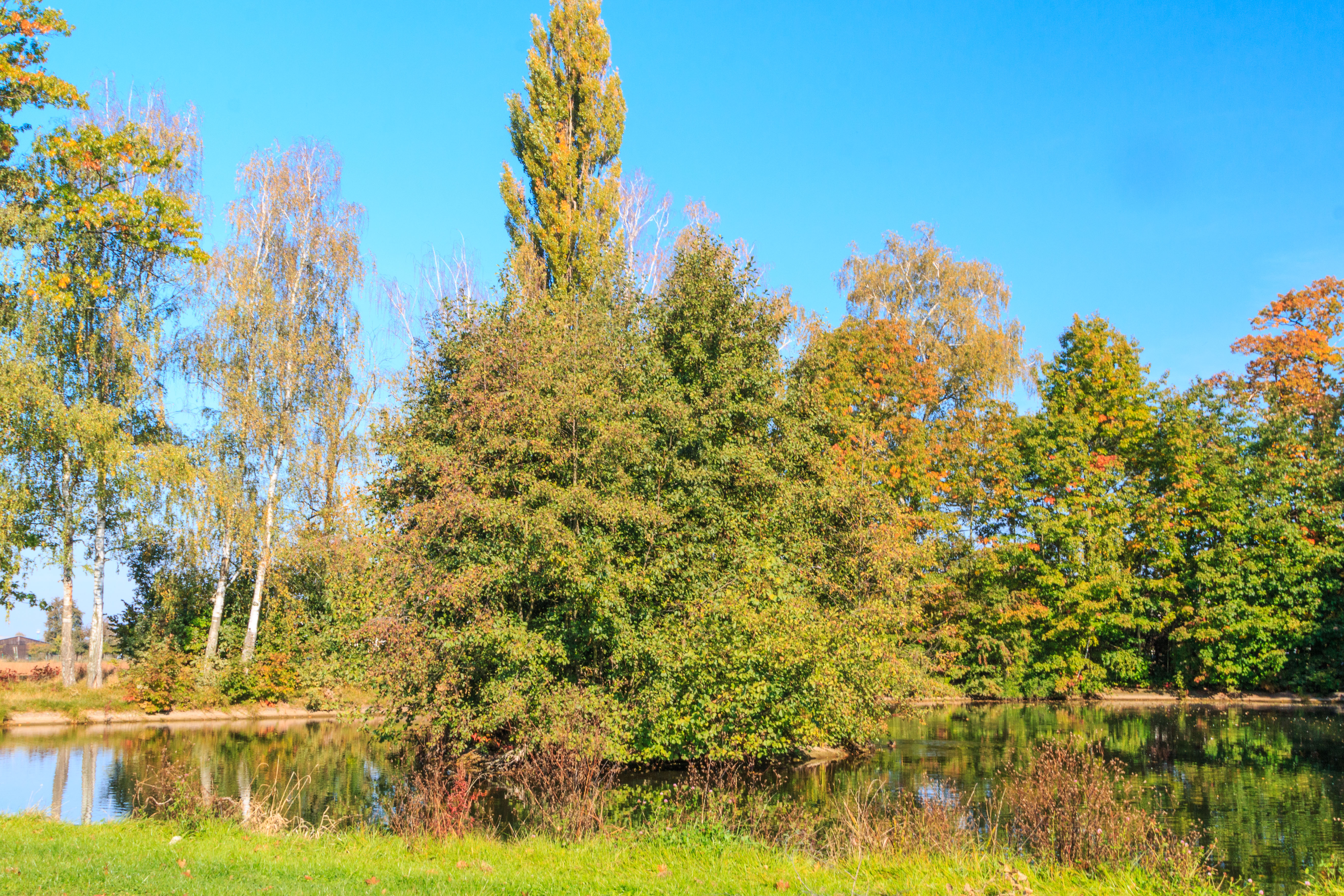
Pohled na věkošský rybník